# Chris Moneymaker
Christopher Bryan „Chris“ Moneymaker (* 21. November 1975 in Atlanta, Georgia) ist ein professioneller US-amerikanischer Pokerspieler. Er gewann 2003 die Poker-Weltmeisterschaft und löste damit einen Pokerboom aus.

## Leben und Wirken
Moneymaker studierte an der University of Tennessee und erhielt dort den Master in Accounting (Rechnungswesen). Anschließend arbeitete er als Buchhalter in Tennessee. 2003 gewann er auf der Onlinepoker-Plattform PokerStars einen Platz im 10.000 US-Dollar teuren Main Event der World Series of Poker (WSOP). Moneymaker spielte online unter dem Nickname Money800. Er hatte einen der ersten drei Plätze und damit die Teilnahme am Main Event in einem sog. Satellitenturnier mit 86 USD-Buy-in gewonnen. Er gewann das Turnier im Binion’s Horseshoe in Las Vegas und erhielt den mit 2,5 Millionen US-Dollar dotierten ersten Preis sowie ein Bracelet. Seine denkwürdigste Hand spielte er im Heads-Up gegen Sam Farha, als er auf dem River mit nur einem König als höchster Karte All-in ging. Farha passte daraufhin sein Neunerpärchen, was den Verlauf des Zweikampfes drastisch veränderte. Moneymaker gewann die letzte Hand, als er mit 5♦ 4♠ die Hand J♥ 10♦ von Farha auf einem Board von J♠ 5♠ 4♣ 8♦ 5♥ besiegte, da Moneymaker ein Full House hatte. Farha gewann jedoch einen Monat später einen Revanchekampf auf PokerStars. Bei der WSOP 2011 besiegte Moneymaker Farha erneut. Anfang März 2004 spielte Moneymaker das Main Event der World Poker Tour in San José und belegte dort den zweiten Platz, der ihm ein Preisgeld von 200.000 US-Dollar einbrachte. Nachdem er das WSOP-Main-Event gewonnen hatte, kündigte Moneymaker seine Arbeit, um als Sprecher für Harrah’s Entertainment und PokerStars zu arbeiten und um in größeren Turnieren spielen zu können. Er war bis zum Jahresende 2020 Mitglied im Team PokerStars. Anfang August 2023 erreichte der Amerikaner beim Luxon Invitational, einem 250.000 US-Dollar teuren Einladungsturnier der Triton Poker Series in London, den Finaltisch und erhielt als Fünfter rund 2 Millionen US-Dollar.
Insgesamt hat sich Moneymaker mit Poker bei Live-Turnieren mehr als 6 Millionen US-Dollar erspielt. Mitte Juli 2019 wurde er in die Poker Hall of Fame aufgenommen.
Sein Nachname ist kein Künstlername, wie er u. a. bei Stefan Raabs Fernsehsendung TV total verriet. Er ist vielmehr eine Abwandlung eines deutschen Nachnamens, der in etwa Nurmacher lautet. In der Filmkomödie All in – Alles oder nichts aus dem Jahr 2008 hatte Moneymaker einen Cameo-Auftritt als Pokerspieler. Von April bis November 2016 spielte Moneymaker als Teammanager der Las Vegas Moneymakers in der Global Poker League, verpasste mit seinem Team jedoch die Playoffs.

## Autor
Seine Autobiografie, Moneymaker: How an Amateur Poker Player Turned $40 into $2.5 Million at the World Series of Poker (zu deutsch etwa Moneymaker: Wie ein Pokeramateur aus 40 Dollar bei der World Series of Poker 2,5 Millionen Dollar machte) wurde im März 2005 veröffentlicht (ISBN 006076001X).